# Silvia Rock
Der Silvia Rock (spanisch Islote Silvia) ist ein Rifffelsen unmittelbar südöstlich des Agurto Rock inmitten der Duroch-Inseln vor der Küste der Trinity-Halbinsel an der Spitze der Antarktischen Halbinsel.
Teilnehmer der Zweiten Chilenischen Antarktisexpedition (1947–1948) benannten sie nach Silvia González Markmann (* 1926), einer Tochter des chilenischen Präsidenten Gabriel González Videla.